# فرانكلين إدواردز
فرانكلين إدواردز (بالإنجليزية: Franklin Edwards)‏ مواليد 2 فبراير 1959 في نيويورك، هو لاعب كرة سلة محترف أمريكي سابق بدأ مسيرته الاحترافية في سنة 1981 حيث تم اختياره من قبل فريق فيلادلفيا سفنتي سيكسرز خلال الدرافت، وحمل الرقم 14 و22 و10. يبلغ طوله 6 قدم 1 بوصة (1.9 م). اعتزل اللعب في 1988.

## فرق لعب لها
- فيلادلفيا سفنتي سيكسرز
- لوس أنجلوس كليبرز
- سكرامنتو كينغز

## روابط خارجية
- فرانكلين إدواردز على موقع إن بي أي (الإنجليزية)
- فرانكلين إدواردز على موقع سبورتس رفرنس (الإنجليزية)
- فرانكلين إدواردز على موقع كلية كرة السلة في سبورتس رفرنس.كوم (الإنجليزية)
- فرانكلين إدواردز على موقع ريلجم (الإنجليزية)
- فرانكلين إدواردز على موقع بروبوليرز (الإنجليزية)